# Heather Roche
Heather Roche (* um 1980) ist eine kanadische, im Vereinigten Königreich lebende Musikerin (Bassklarinette, Klarinette), die sich im Bereich der zeitgenössischen Musik und der Neuen Improvisationsmusik betätigt. Als Klarinettistin, die ihr Instrument auf mikroskopischer Ebene erforscht hat, wurde Roche von Sara Mohr-Pietsch (BBC Radio 3) als „Königin der Klarinetten-Multiphonics“ bezeichnet; zudem verwendet sie „erweiterte Techniken, um neue Schichten und Töne zu extrahieren.“

## Leben und Wirken
Roche wuchs in Kanada auf; den Bachelor of Music schloss sie 2005 an der University of Victoria bei Patricia Kostek ab. Anschließend zog sie zur Fortsetzung ihres Studiums nach London; sie schloss 2006 ihren Master of Music (Orchesterausbildung) an der Guildhall School of Music and Drama in London ab, an der sie bei Joy Farrall und Laurent Ben Slimane sowie Dirigieren bei Sian Edwards studiert hatte. Nach ihrem Studium absolvierte sie Residenzen bei der International Ensemble Modern Akademie in Innsbruck, am IMPULS in Graz und beim ensemble recherche in Freiburg sowie den Darmstädter Ferienkursen. Sie absolvierte des Weiteren Meisterkurse bei Michael Collins, Ernesto Molinari und Shizuyo Oka.
Seit 2016 arbeitet Roche im Duo mit der deutschen Akkordeonistin Eva Zöllner, um gemeinsam ein neues Repertoire für Klarinetten, Akkordeon und Elektronik zu initiieren, u. a. mit Kompositionen von Ipke Starke, Martin Iddon, Antti Saario, Pierre Alexandre Tremblay, Ying Wang und Maximilian Marcoll.  2021 trat das Duo Roche/Zöllner u. a. mit dem Schlagzeuger Max Gaertner und der Bassistin Nina de Heney auf. Roche lebte sieben Jahre in Deutschland und wohnt inzwischen in London.
Im Laufe ihrer Karriere trat Roche bei einigen der großen europäischen Festivals auf, darunter dem musikFest (Berlin), BachFest (Leipzig), Musica Nova (Helsinki), Acht Brücken (Köln), die International Computer Music Conference (Huddersfield, Ljubljana), die Dias de Música Electroacústica (Seia, Portugal), den Bludenzer Tagen zeitgemäßer Musik (Bludenz) und dem Agora Festival (IRCAM, Paris). Sie hat auch Soloprogramme bei der Zagreb Music Biennale, dem Huddersfield Contemporary Music Festival, dem New York Electroacoustic Symposium, bei CIRMMT (Montreal), Unerhörte Musik (Berlin), Eavesdropping (London), Rainy Days (Luxemburg) und mit dem Birmingham Elektroakustisches Klangtheater (BEAST) gespielt. Aufnahmen entstanden u. a. mit dem Experimentalensemble Apartment House und dem Trio Labyrinth (mit Elena Jáuregui, Sophia Russell). 2015 legte sie das Soloalbum πτελέα | Ptelea (Huddersfield Contemporary Records) vor, auf dem sie Stücke von Aaron Einbond, Chikako Morishita, Martin Iddon, Martin Rane Bauck, Pedro Alvarez und Max Murray interpretierte.
Roche ist eine leidenschaftliche Verfechterin der Zusammenarbeit unter Musikern und Komponisten – etwa mit Michael Spencer – und erforschte in ihrer Doktorarbeit an der University of Huddersfield (unter der Leitung von Philip Thomas) die Natur des Dialogs innerhalb der Beziehung zwischen Performern und Komponisten. Sie hat Workshops in Instrumentaltechnik und/oder iPad-Einsatz in Performances in ganz Europa gegeben, etwa in London, München und Kopenhagen. Seit 2016 ist sie Review Editor für TEMPO, eine vierteljährlich erscheinende Zeitschrift für zeitgenössische Musik, die von Cambridge University Press herausgegeben wird.
2014 wurde Roche mit einem DIVA (Danish International Visiting Artists Fellowship) ausgezeichnet und lebte darauf zwei Monate in Kopenhagen.

## Diskographische Hinweise
- Christopher Fox - Heather Roche: Headlong (Metier Sound & Vision, 2018)
- Jason Alder, Chris Cundy, Tim Hodgkinson, Heather Roche, Yoni Silver, Shadanga Duo, Thanos Chrysakis: Music for Bass Clarinets (Aural Terrains, 2019)
- Martin Rane Bauck - Ensemble neoN, Heather Roche, Ole Martin Huser-Olsen: Through a Network of Illuminated Streets (Lawo Classics,  2019)
- Jack Cooper – Arrival (2023), mit Anton Lukoszeviece, Alexander Hawkins
- Apartment House: Paul Paccione – Distant Musics (2024)[5]